# Kiss László (pap)
Nagy-sitkei Kiss László (Olaszország, 1862 – Budapest, 1928. október 29.) egri egyházmegyei áldozópap.

## Élete
Olaszországban született 1862-ben, ahol akkor apja, Kiss József (később nyugalmazott honvédőrnagy) táborozott, édesanyja Erenfeld Mária. A középiskola hat osztályát mint az egri Foglár-intézet növendéke végezte, ahonnét 1878-ban a papnevelő-intézetbe lépett. Bölcseleti és hittudományi tanulmányainak befejeztével 1884-ben áldozópappá szentelték és Szurdokpüspökiben kezdte segédlelkészi működését. Innen 1887-ben a nyíregyházi evangélikus főgimnáziumhoz neveztetett ki hitoktatónak és a középiskolákhoz szükséges hittanári vizsgát is letette. Azután a miskolci hitelemző és ugyanott a református gimnáziumba és a polgári iskolába járó római katolikus tanulók hittanára lett. Később mint diósgyőri adminisztrátor működött, 1894 és 1911 között volt a település plébánosa. 1921-ben felszentelte a mezőkövesdi gimnázium kápolnáját. Elhunyt 1928. október 29-én délután 3 órakor, életének 67., áldozópapságának 45. évében. Örök nyugalomra helyezték 1928. október 31-én délután a Farkasréti temetőben.
Több cikke (a kath. mozgalmakról) jelent meg a kath. napilapokban; cikkei a Magyar Államban (A vallásoktatásról a középiskolában), az Egri Egyházm. Közlönyben (1890. A szónoki beszéd előadásáról), a Szabolcsi Szabadsajtóban (1890. 3., 4. sz. A vallásoktatásról, különösen az ipariskolákban), a Borsodmegyei Lapokban (A lelkigyakorlatokról).